# Filous
Filous, artiestennaam van Matthias Oldofredi (4 maart 1997) is een Oostenrijks zanger en producer.

## Carrière

### 2015-heden
Oldofredi begint zijn carrière met het maken van remixen, zoals van High Hopes van Kodaline, die hij op YouTube zet. In 2015 brengt hij zijn eerste single How Hard I Try uit, die wordt ingezongen door James Hersey

## Discografie

### Singles
| Single met hitnotering(en) in de Vlaamse Ultratop 50 | Datum van verschijnen | Datum van binnenkomst | Hoogste positie | Aantal weken | Opmerkingen      |
| ---------------------------------------------------- | --------------------- | --------------------- | --------------- | ------------ | ---------------- |
| How Hard I Try                                       | 2015                  | 17-10-2015            | tip11           |              | met James Hersey |